# Aníbal Acevedo
Aníbal Acevedo, född den 28 april 1971 i San Juan, Puerto Rico, är en puertoricansk boxare som tog OS-brons i welterviktsboxning 1992 i Barcelona. I semifinalen förlorade Acevedo med 2-11 mot kubanen Juan Hernández Sierra.